# Nyleta striaticeps
Nyleta striaticeps är en stekelart som beskrevs av Alan Parkhurst Dodd 1926. Nyleta striaticeps ingår i släktet Nyleta och familjen Scelionidae. Inga underarter finns listade i Catalogue of Life.